# 徳島県道290号日浦野田線
徳島県道290号日浦野田線（とくしまけんどう290ごう ひうらのだせん）は、徳島県海部郡美波町を通る一般県道である。

## 概要
海部郡美波町赤松から徳島県道19号阿南鷲敷日和佐線交点に至る。沿道には民家があり、生活道路として利用している。

### 路線データ
- 起点：海部郡美波町赤松
- 終点：海部郡美波町赤松（徳島県道19号阿南鷲敷日和佐線交点）
- 総延長：5.659 km[1]

## 歴史
- 1959年（昭和34年）1月31日 - 徳島県道175号として認定。
- 1972年（昭和47年）3月10日 - 現在の路線番号として再認定。

## 地理

### 通過する自治体
- 徳島県
  - 海部郡美波町

### 交差する道路
| 交差する道路                 | 交差する場所 | 交差する場所 |
| ---------------------------- | ------------ | ------------ |
| 徳島県道19号阿南鷲敷日和佐線 | 赤松         | 終点         |

### 沿線
- 赤松川